# Blocco continentale
     Impero francese
     Stati clienti dell'Impero
     Altri Stati aderenti al blocco (Austria, Danimarca-Norvegia, Prussia, Russia, Svezia)

Il blocco continentale nel 1812
Impero francese
Stati clienti dell'Impero
Altri Stati aderenti al blocco (Austria, Danimarca-Norvegia, Prussia, Russia, Svezia)

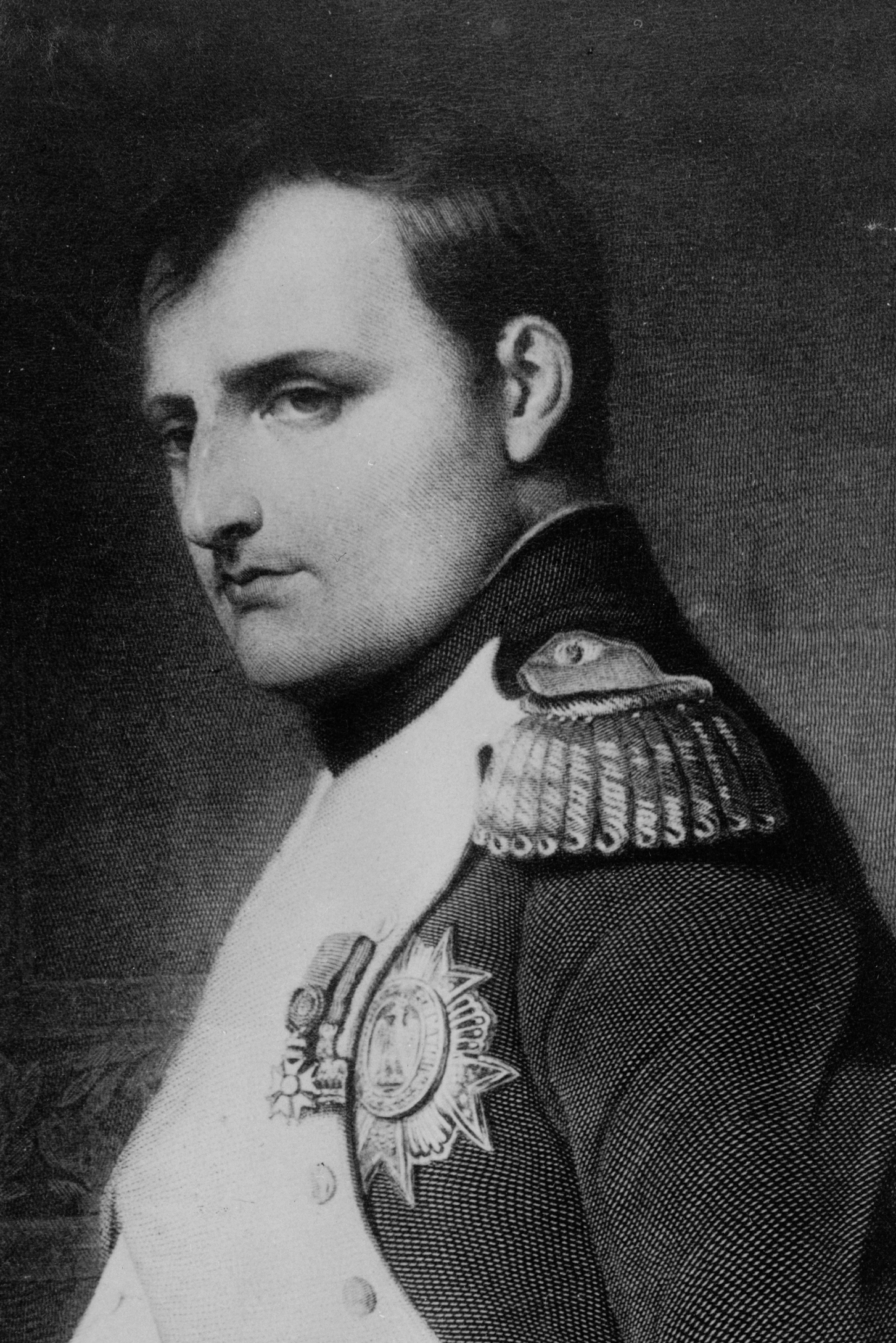
Napoleone Bonaparte ritratto da Paul Delaroche

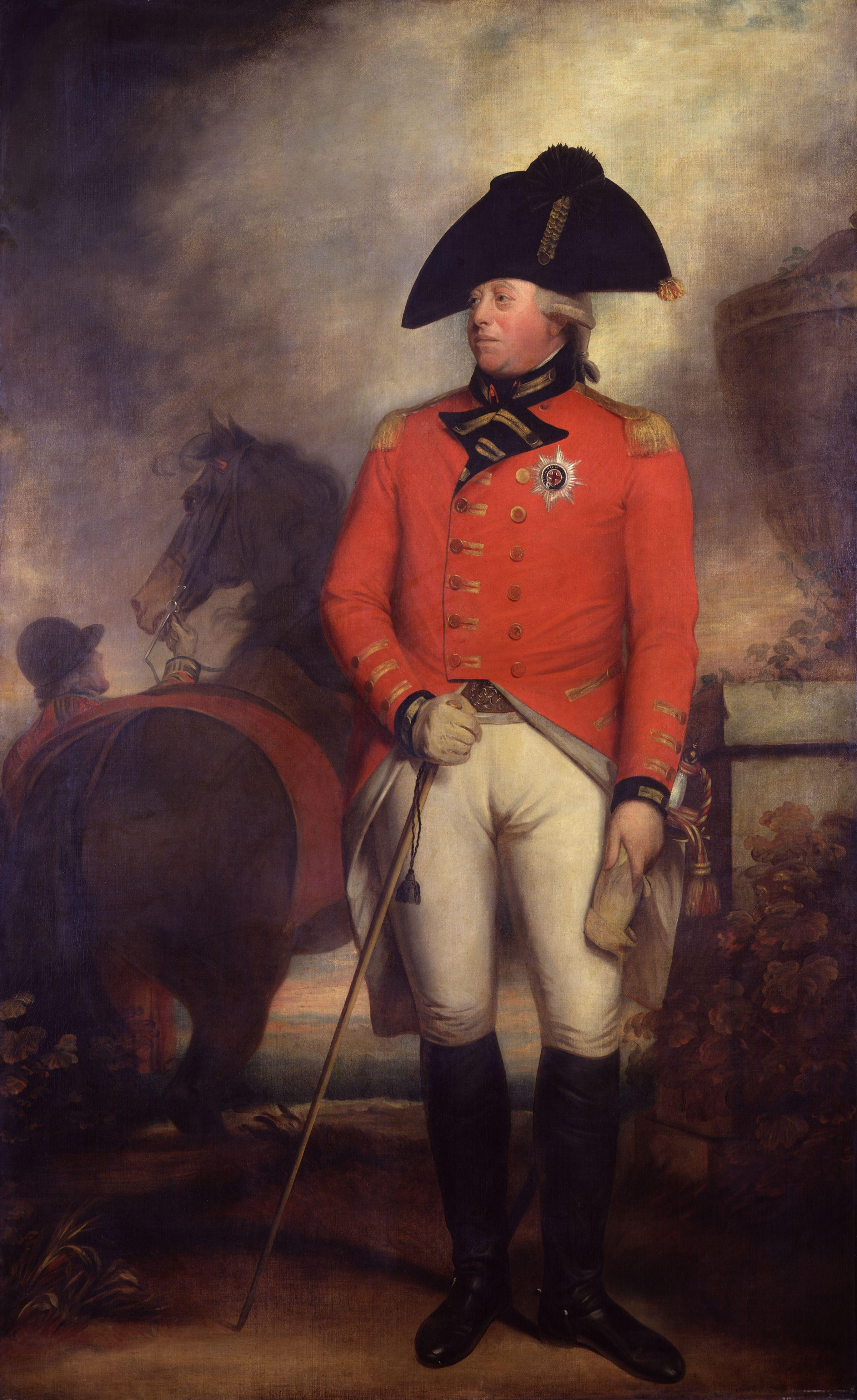
Giorgio III, re di Gran Bretagna e Irlanda, e re di Hannover

Il cosiddetto blocco continentale fu il divieto imposto da Napoleone Bonaparte alle navi provenienti dal Regno Unito o dalle sue colonie di attraccare nei porti dell'Impero francese. Il blocco fu stabilito dal decreto di Berlino, emanato da Napoleone il 21 novembre 1806.
Napoleone giustificò questa palese violazione del diritto internazionale con l'esigenza di rispondere all'azione di blocco dei porti francesi già operata dalla Gran Bretagna la cui marina sequestrava da qualche tempo le navi francesi (ed anche qualche nave neutrale).

## Scopi ed estensioni
Lo scopo era quello di colpire l'economia inglese, visto che con la sconfitta di Trafalgar la Francia non sarebbe più stata in grado di contrastare il dominio inglese dei mari né avrebbe avuto più la possibilità di invadere, con una spedizione di truppe trasportate via mare, il suolo inglese. Dopo l'incursione navale inglese in Danimarca dell'agosto 1807 il blocco fu esteso anche ai porti del Mar Baltico ed in novembre e dicembre del medesimo anno il blocco venne inasprito con i due decreti di Milano.
Con il primo, del 23 novembre 1807, vennero elencate alcune merci, fra cui quelle coloniali, che sarebbero state considerate “a priori” come provenienti dall'Inghilterra. Inoltre ogni nave anche non inglese che avesse attraccato in un porto di un paese soggetto al blocco continentale provenendo da un porto inglese sarebbe stata soggetta alla confisca del carico; con il secondo, del 17 dicembre 1807, si stabilì che le navi neutrali di cui al primo decreto sarebbero state considerate prive di nazionalità e quindi passibili di cattura in alto mare da parte delle navi francesi che effettuavano la guerra di corsa.
Dopo tali decreti anche la Russia di Alessandro I adottò il blocco e convinse l'Austria a fare altrettanto. Tuttavia il blocco fu molto poco rispettato: le deroghe ufficiali nei porti francesi, ma soprattutto le violazioni, furono frequentissime a causa del comportamento degli intendenti che, dietro lauti compensi, chiudevano un occhio - e spesso tutti e due - di fronte alle violazioni (d'altra parte tutti gli operatori portuali avevano un comune interesse nell'accettare l'attracco del maggior numero di navi possibile). Pare che persino il generale Masséna lucrasse sulla vendita a ricchi mercanti italiani di licenze di deroga alle norme del blocco. Inoltre la stessa Intendenza dell'esercito francese preposta agli acquisti di materiali e vestiario per i soldati francesi, si approvvigionava spesso in Inghilterra.
La situazione era ancor peggiore negli Stati non direttamente controllati dalla Francia, a cominciare dall'Olanda ove il fratello di Napoleone, Luigi, che ne era il re, si guardava bene dal far rispettare ai suoi sudditi le disposizioni del decreto di Berlino (l'obbligo che Napoleone gli fece di far rispettare il blocco fu uno dei motivi che determinarono in Luigi la decisione di abdicare e abbandonare il potente fratello). Alla fine del 1809 poi fu lo stesso Napoleone che autorizzò la vendita delle eccedenze di frumento francese ed olandese all'Inghilterra, che aveva appena avuto due annate di pessimo raccolto. Lo scopo era quello di prosciugare ulteriormente le riserve liquide dell'avversario, ma era una giustificazione ostica da far accettare ai già riluttanti paesi interessati dal blocco.

## Gli effetti del blocco
Il blocco dei rapporti commerciali con navi inglesi o provenienti da porti inglesi e delle merci definite con i decreti di Milano “a priori” provenienti dal Regno Unito trasformò le economie dei vari paesi bongré-malgré aderenti in un mercato dove gran parte delle materie prime e dei semilavorati provenivano dalla Francia e dalle sue industrie. Senza la concorrenza inglese queste merci subirono notevoli rincari, anche a causa del fatto che la Francia applicava tassi doganali sia alle merci importate che a quelle in esportazione. Se questo mercato, detto “Sistema continentale”, portò un notevole giovamento all'industria ed al commercio francese, fu tutt'altro che benefico per gli altri paesi che, già privati di gran parte del commercio marittimo, piombarono nella recessione, il che certo non favorì la popolarità dell'Imperatore e del suo blocco continentale.
Il blocco continentale si rivelò alla fine un boomerang per Napoleone. Esso infatti era molto mal visto dalle nazioni "alleate" al suo impero e ciò contribuì a ridurre di gran lunga il favore di cui la politica di Bonaparte e lui stesso personalmente godevano presso una parte consistente delle loro popolazioni. Il mancato rispetto del blocco da parte dei Paesi non direttamente amministrati dalla Francia costrinse inoltre l'Imperatore, per motivi non solo economici ma anche di prestigio, ad intervenire contro di loro militarmente, con gran dispendio di risorse umane e materiali che alla lunga si rivelò fatale.
L'intervento contro Spagna e Portogallo (altro paese, insieme all'Olanda, che, vivendo di traffici marittimi, non poteva permettersi l'inimicizia della prima potenza marinara del mondo, pena il disastro economico) del periodo 1807-1809 ebbe per scopo principale - anche se non unico - quello di imporre alle due nazioni il rispetto del blocco e la Campagna di Russia del 1812, che avrebbe condotto Napoleone alla rovina, fu la risposta all'ultimatum di Alessandro I di Russia (27 aprile 1812), nel quale lo zar intimava a Napoleone anche la rimozione del blocco nei confronti della Russia.

### Conseguenze sull'industria dello zucchero
Fino a tutto il XVIII secolo, lo zucchero era una carissima merce d'importazione d'oltremare in quanto prodotto dalla cosiddetta canna da zucchero. Esso fu noto in Europa solo attraverso l'importazione dall'India via terra attraverso l'Asia minore e poi via mar Mediterraneo. Le scoperte geografiche successive a quella di Colombo e le politiche di colonizzazione dei paesi europei affaccianti sull'Oceano Atlantico portarono alla diffusione, sia pur limitata a pochi agiati, dello zucchero di canna. Il suo commercio era così lucroso che Francesi e Inglesi trasferirono nell'America centrale la coltivazione della canna da zucchero, resa conveniente anche dalla mano d'opera degli schiavi. Ma si trattava pur sempre di un prodotto caro, il cui prezzo era fortemente influenzato dall'alto costo del trasporto da oltre oceano.
Nel 1747 un chimico tedesco direttore dell'Accademia delle Scienze di Berlino, Andreas Sigismund Marggraf (Berlino, 1709 – ivi, 1782), scoprì che i cristalli estratti dalla bietola erano gli stessi di quelli dello zucchero di canna. Tuttavia il procedimento utilizzato andava bene per una produzione da laboratorio ma non per quella industriale e l'azione di Marggraf si limitò ad una dotta dimostrazione scientifica. Fu un suo allievo, e suo successore all'Accademia, Franz Karl Achard, a scoprire un metodo valido anche per una produzione industriale: Achard impiantò nel 1801 uno stabilimento a Kunern, in Slesia, ove produceva zucchero partendo dalla bietola. Tuttavia la disponibilità di bietola era molto limitata: la sua destinazione a foraggio non remunerava abbastanza il coltivatore, che usava tale coltura solo come ripiego, né Achard aveva risorse sufficienti ad investire denaro per promuovere una produzione su larga scala.
Appena gli effetti del blocco continentale si fecero sentire, lo zucchero sparì dal mercato francese, il che rese molto tristi gli appartenenti alla classe dominante, gente piuttosto benestante e abituata ad utilizzare molto zucchero nonostante il prezzo, dato che poteva permetterselo. Nei salotti parigini iniziarono le geremiadi delle mogli ed amanti dei potenti dell'epoca, che trovarono un motivo in più per criticare la politica dell'Imperatore, colpevole ora di aver loro sottratto persino lo zucchero. Napoleone era molto sensibile alle critiche dei salotti parigini e quando seppe dello stabilimento di Achard fu lieto di poter risolvere il problema. Fece finanziare la costruzione di nuovi stabilimenti (aiutato in questo dal finanziere ed appassionato studioso di scienze naturali Benjamin Delessert, che perfezionò il metodo di Archard) ed incentivò la coltivazione della bietola e le ricerche sul miglioramento della resa di questo vegetale, facendo così tornare lo zucchero sulle tavole ben imbandite delle personalità francesi che contavano.

## La reazione inglese
La reazione inglese non si fece attendere: nel gennaio 1807 furono emesse alcune ordinanze che istituzionalizzarono il comportamento di fatto della marina britannica nei confronti delle navi neutrali dirette ai porti francesi. Quelle sorprese in mare a trasportare le merci soggette al bando venivano catturate, messe in vendita all'asta ed il carico sequestrato. La potenza della marina britannica fu in grado di rendere queste misure molto più efficaci di quelle del blocco francese: le merci coloniali sparirono dai mercati dei Paesi soggetti al blocco continentale. Tra la ripresa delle ostilità con la Francia (1803) ed il 1806 l'Inghilterra aveva visto già calare le sue esportazioni verso il continente dal 55% sul totale delle medesime al 25% ed il calo fu ancor superiore dopo il trattato di Tilsit.
Dopo i decreti di Milano, l'Inghilterra modificò le sue ordinanze: qualsiasi commercio con i porti continentali soggetti a blocco era vietato pena la confisca del carico ed il sequestro della nave (qualsiasi fosse la bandiera di appartenenza) a patto che le navi dirette in tali porti non attraccassero prima in un porto inglese e pagassero una “tassa di rispedizione” sui carichi destinati all'Europa napoleonica. Nel novembre del 1807, la Royal Navy attaccò il porto di Copenaghen, garantendosi il controllo del Mar Baltico ma spingendo così i Paesi scandinavi (ad eccezione della Svezia) tra le braccia di Napoleone.
Anche agli inglesi le misure di ritorsione al blocco crearono parecchi problemi con le nazioni cosiddette “neutrali”, in particolare il “diritto di perquisizione” con le relative azioni compiute dalle navi britanniche nei confronti di quelle degli Stati Uniti d'America (v. Embargo del 1807) fu uno dei principali motivi che determinarono la dichiarazione di guerra di questi ultimi all'Inghilterra il 4 giugno 1812 (Guerra anglo-americana). Complessivamente, guardando cioè a tutti gli aspetti della questione e non solo a quelli strettamente economici, l'Inghilterra riuscì tuttavia a contenere le conseguenze negative del blocco (e dei suoi relativi sviluppi) molto meglio della Francia.

## Cronologia
- 21 novembre 1806:
Decreto di Berlino che sancisce il blocco[11]
- 8 luglio 1807:
Trattato di Tilsit, la Russia e la Prussia aderiscono al blocco
- 6 settembre:
A seguito dell'attacco inglese a Copenaghen[8][9] i paesi scandinavi, eccettuata la Svezia, aderiscono al blocco
- 27 ottobre:
Trattato di Fontainebleau tra Francia e Spagna per l'invasione del Portogallo che non rispetta il blocco
- 23 novembre:
Decreti di Milano[6][7]
- aprile 1809:
entra in funzione un sistema di licenze di deroga al blocco distribuite dal Ministero dell'Interno francese
- 6 gennaio 1810:
Trattato di pace con la Svezia che aderisce al blocco
- 1º marzo:
proteste degli Stati Uniti d’America contro i blocchi francese e britannico
- 5 agosto:
Riforma del sistema di licenze ora direttamente concesse dall'imperatore e promulgazione del decreto di Trianon, con il quale tutte le derrate coloniali eccetto quelle francesi, sono sottoposte ad una tassa doganale che può arrivare fino al 50% del loro valore
- 27 settembre:
protesta della Camera di Commercio di Amiens presso il ministero dell'interno che denuncia lo “scandaloso traffico di licenze”
- 13 dicembre
Alessandro I di Russia vìola il trattato di Tilsit autorizzando l'attracco delle navi inglesi nei porti russi
- 28 aprile 1811:
revoca dei decreti di Berlino e di Milano nei confronti degli Stati Uniti d'America
- 12 gennaio 1812:
promulgazione di una legge che autorizza l'ingresso in Francia delle merci prima proibite contro il pagamento all'erario di un diritto del 40% del loro valore
- 18 giugno:
scoppia la guerra anglo-americana, provocata dalle misure anti-blocco britanniche
- aprile 1814:
il governo provvisorio francese indirizza alla popolazione un proclama che mette ufficialmente fine al blocco continentale